# Slaget vid Grodno
Slaget vid Grodno utspelades den 28 januari 1708 vid staden Hrodna i Belarus (dåvarande Polsk-litauiska samväldet) under det stora nordiska kriget.

## Bakgrund
Under inledningen av kung Karl XII:s ryska fälttåg fick han reda på Peter I:s närvaro i staden Hrodna och skickade genast en förtrupp dit på cirka 800 man. Peter hade i väntan på resten av sin armé 9 000 man till sitt förfogande i Hrodna. 2 000 av dessa var stationerade nära bron som ledde in till staden. Vid sin ankomst anföll den svenske kungen med sitt kavalleri för att överraska ryssarna och jaga bort dem.

## Slaget
Efter en kort men hård strid retirerade ryssarna in till staden. Peter, som var chockad över nyheten om det plötsliga svenska anfallet och som sägs ha varit nära att bli tillfångatagen av svenskarna, beordrade en reträtt till Berezina med sin armé och lämnade Hrodna försvarslöst för Karl att gå in bara två timmar senare. 
Sålunda drev den svenske kungen, med sin mindre armé, en mycket större rysk styrka tillbaka från sin fördelaktiga position. Men när Peter fick reda på hur liten den svenska förtruppen var beordrade han genast att 3 000 av hans trupper skulle bege sig tillbaka till Hrodna i ett försök att återerövra staden och, om möjligt, tillfångata den svenske kungen. När natten föll och soldaterna sov anlände ryssarna vid Hrodnas portar, men stoppades av de 30 vakter som bevakade dessa. När striderna upptog blev Karl och hans män varnade och en ny strid ägde rum inne i staden, vilket tvingade ryssarna att retirera på nytt.